# Турнеэльвен
Ту́рнеэльвен (Турнэ-эльв, Торнеэльв: швед. Torne älv, в низовье То́́рнионйо́ки, Торнио-Йоки: фин. Tornionjoki) — река на севере Швеции и Финляндии. Площадь бассейна 40,2 тыс. км². Средний расход воды — 380 м³/с
Турне-Эльв берёт начало из озера Турнетреск в Скандинавских горах в Швеции близ границы с Норвегией и протекает в юго-восточном направлении через Лапландское плоскогорье до Ботнического залива. После принятия крупнейшего притока Муониоэльвен образует границу с Финляндией.
Длина реки составляет 565 км (это гидрологическая длина, отсчитываемая от истоков Муониоэльвена). В верхнем течении имеются водопады, пороги и многочисленные озёра. Замерзает с ноября по май.
В районе Юносуандо образует вторую по объёму (после Касикьяре в Южной Америке) бифуркацию в мире — более половины воды уходит в протоку Терендёэльвен, впадающую в Каликсэльвен.
Река представляет интерес для водного туризма. Рядом с устьем находятся морские порты Торнио (Финляндия) и Хапаранда (Швеция), между которыми перекинут железнодорожный мост.
В реке водится промысловая рыба: лосось (здесь водились особи до 43 кг), хариус, кумжа.
Древнейшие поселения по берегам реки возникли за 5-6 тысяч лет до н. э.

## Галерея

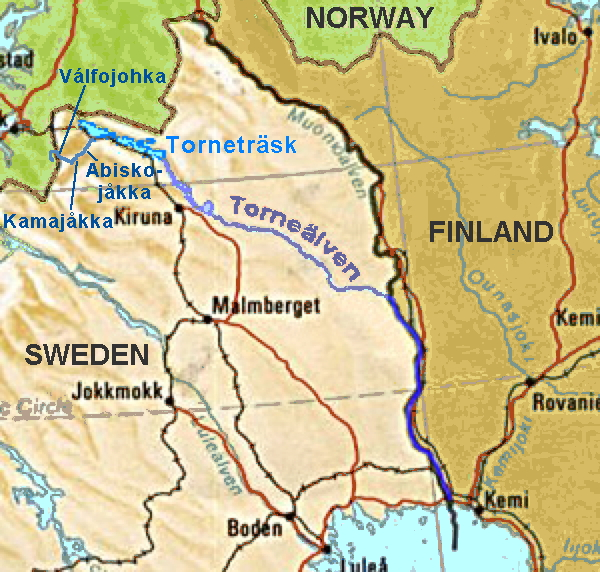
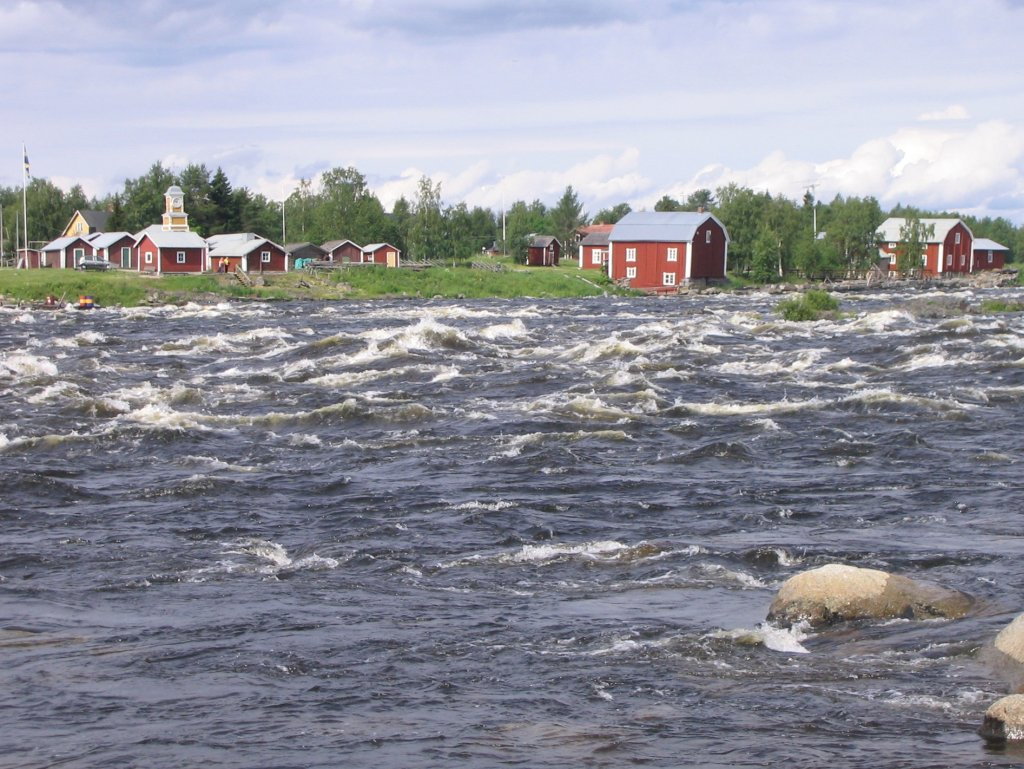
В районе города Торнио, Финляндия. На противоположном берегу территория Швеции
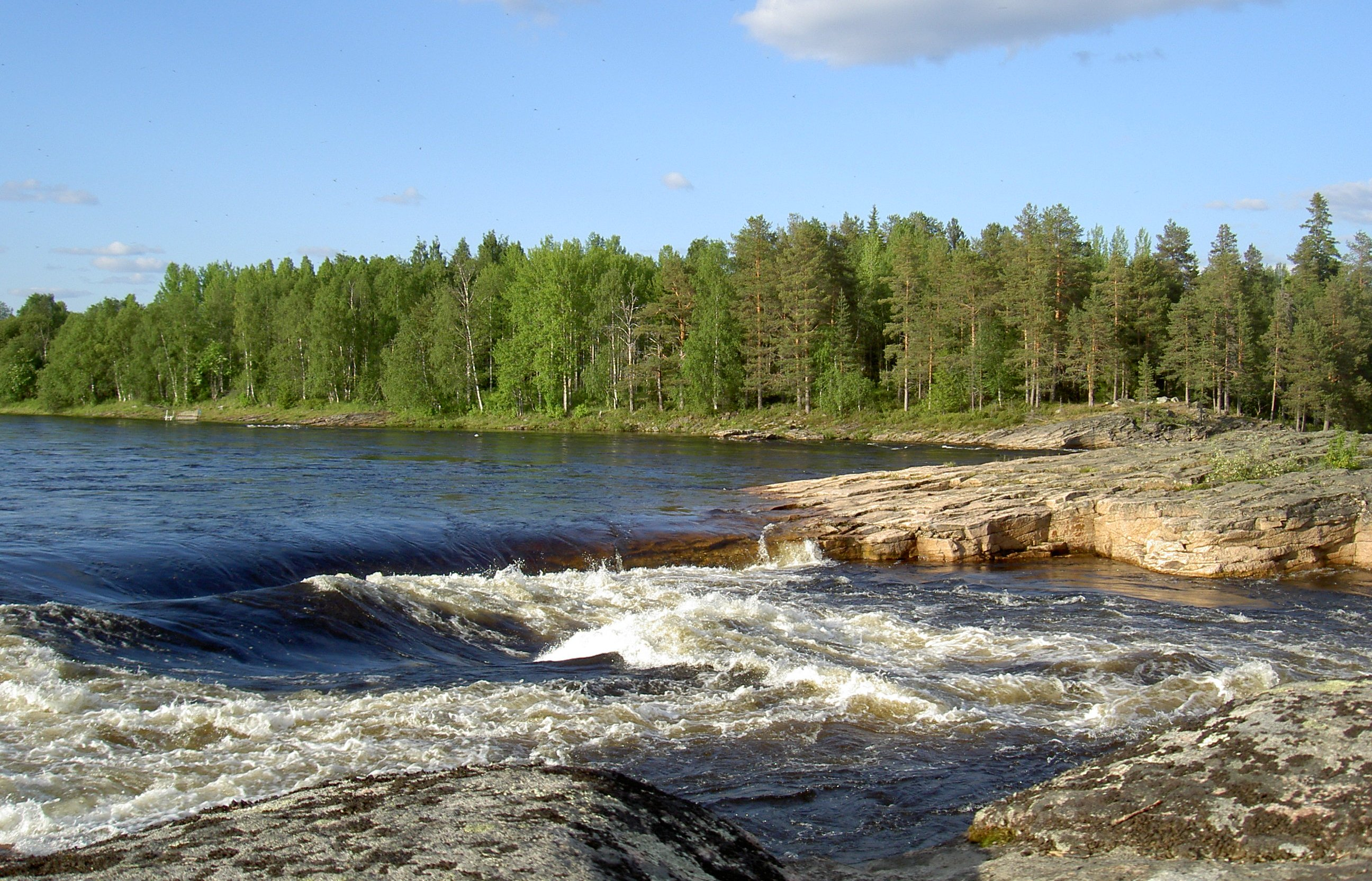